# Liverpool Sound Collage
Liverpool Sound Collage (с англ. — «Ливерпульский звуковой коллаж») — альбом Пола Маккартни в стиле электронной эмбиент-музыки, выпущенный в 2000 году. Как авторы и исполнители на альбоме обозначены также The Beatles, Super Furry Animals и Youth (Мартин Гловер, наиболее известный до того как участник групп Killing Joke и The Orb), с которым Маккартни ранее выпустил совместно (как группа The Fireman) два альбома — Strawberries Oceans Ships Forest (1993) и Rushes (1998). Поскольку Маккартни принял очень большое участие в создании альбома (кроме того, что занимался всей деятельностью по продакшну и выпуску альбома), то, хотя формально альбом (из-за наличия нескольких авторов) можно было бы считать и сборником, его включают в основную дискографию альбомов Маккартни.
Художник Питер Блейк (в том числе известный тем, что создал в 1967 обложку альбома Sgt. Pepper’s Lonely Hearts Club Band) попросил Маккартни записать некую музыку с «ливерпульским духом» для выставки своих художественных работ под названием «Liverpool Collage» (с англ. — «Ливерпульский коллаж»), которая должна была состояться в мае 2001 в ливерпульской галерее Тэйт Ливерпуль. Маккартни выполнил просьбу, включив туда и кусочки из сессий звукозаписи The Beatles в середине 1960-х (в том числе и просто их болтовню в студии) — отсюда и «участие» The Beatles как авторов и исполнителей в альбоме, — так и фрагменты своего выпущенного в 1991 году симфонического сочинения «Ливерпульская оратория» (Paul McCartney’s Liverpool Oratorio). Маккартни также включил в созданные им «музыкальные коллажи» ответы ливерпульских пешеходов на вопросы об их впечатлениях о Ливерпуле и о The Beatles.
В работе над альбомом приняла участие также электронно-психоделическая британская группа Super Furry Animals, с которой в то время Маккартни сотрудничал, в частности, приняв участие в их альбоме 2001 года Rings Around the World.
Альбом Liverpool Sound Collage был номинирован в 2001 на премию «Грэмми» в номинации «Лучший альбом альтернативной музыки» (в итоге в этой номинации премию получила группа Radiohead за альбом Kid A).

## Список Композиций
1. «Plastic Beetle» — 8:23
  - Paul McCartney, The Beatles
2. «Peter Blake 2000» — 16:54
  - Super Furry Animals, The Beatles
3. «Real Gone Dub Made in Manifest in the Vortex of the Eternal Now» — 16:37
  - Youth
4. «Made Up» — 12:58
  - Paul McCartney, The Beatles
5. «Free Now» — 3:29
  - Paul McCartney, The Beatles, Super Furry Animals